# 358

## Esdeveniments
- Ctesifont (Pèrsia): L'emperador sassànida Sapor II signa la pau amb els nòmades quionites i reinicia la guerra contra els romans.
- Nicea (Bitínia): La ciutat sofreix un gran terratrèmol quedant parcialment destruïda.